# Poselství od protinožců
Poselství od protinožců (v originále Mutant Message Down Under ) je falešně autobiografický román americké lékařky Marlo Morgan, líčící jeden rok jejího života, který prožila s australskými domorodci při pochodu napříč Austrálií. Kniha poprvé vyšla v roce 1990 a záhy se stala bestsellerem na amerických a evropských trzích. I přes oprávněnou kritiku z řad novinářů a odborníků na australské domorodé kultury 
o věrohodnosti vyprávění, se kniha stala oblíbenou zejména mezi příslušníky hnutí New Age a dále i přívrženci alternativy. O osm let později pak vyšel druhý román Poselství z věčnosti (Mutant Message from Forever), který volně navázal na Poselství od protinožců. Román líčí příběh dvou domorodých dvojčat (Beatrice a Geoffa), která jsou odtržena od svých rodičů a musí se vypořádat nejenom se ztrátou sociální identity, ale i s nástrahami života, které na ně jako na domorodce v anglo-americké společnosti čekají.
Samotný příběh Poselství od protinožců pak líčí příběh Marlo Morgan, která postupně opouští své hodnoty konzumního života a zbavuje se myšlenkových pravd, které jí byly vtloukány po několik let ve škole do hlavy. Jak postupuje s kmenem domorodců od východu na západ, přetváří způsob svého života a myšlení. Učí se, jak se dá přežít v divočině, setkává se s obdivuhodnými způsoby léčení postavenými na principu sebeuvědomění integrity vlastního těla a procitá do způsobů telepatické komunikace. Po několika měsících doputuje skupina na západ Austrálie k městu Perth, kde Marlo skupinu opouští. Cítí se být očištěná a osvobozená od stereotypního způsobu žití plného chemikálií, laxnosti, televize a hamburgerů.